# Namedy
Namedy ['na.mə̆.di] (mundartlich: Namde) ist ein Stadtteil von Andernach, einer Großen kreisangehörigen Stadt im Landkreis Mayen-Koblenz im nördlichen Rheinland-Pfalz.

## Geographie
Namedy liegt als erster bzw. oberster linksrheinischer Ort im Unteren Mittelrheintal gegenüber von Leutesdorf in der Andernacher Pforte. Dem Ort vorgelagert ist die heutige Halbinsel Namedyer Werth mit dem Geysir Andernach. Die Gemarkung des Stadtteils erstreckt sich im Westen bis auf das hochgelegene Laacher Kuppenland und erreicht dort nördlich des Wohnplatzes Knopshof mit 322,3 m ü. NHN ihren höchsten Punkt. Weitere zum Ortsbezirk Namedy gehörende Wohnplätze sind Alkerhof, Fornich, Heidenhof, Hüttenhof und Villa Alkburg.

## Geschichte
1200 erstmals urkundlich als „Namedei“ erwähnt. Wie auch in Andernach gibt es hier keltische Siedlungsfunde, die weit in die vorchristliche Zeit reichen. Wie Miesenheim und Kell gehörte es seit dem frühen Mittelalter zum Andernacher Fiskalbesitz. Das Gebiet, in dem sich einst das kleine, rheinabwärts gelegene Fischerdorf Fornich befand, gehört auch zu Namedy. Es musste erstmals 1858 teilweise dem Bau der Linken Rheinstrecke weichen und endgültig beim autobahnähnlichen Ausbau der B 9. Heute steht nur noch ein einziges Haus in Fornich, das mit Brohl-Lützing zusammengewachsen ist. Bis 1978 war noch am Ortsausgang nach Namedy das alte Ortsschild „Fornich, Kreis Mayen“ zu sehen.

### Das Kloster

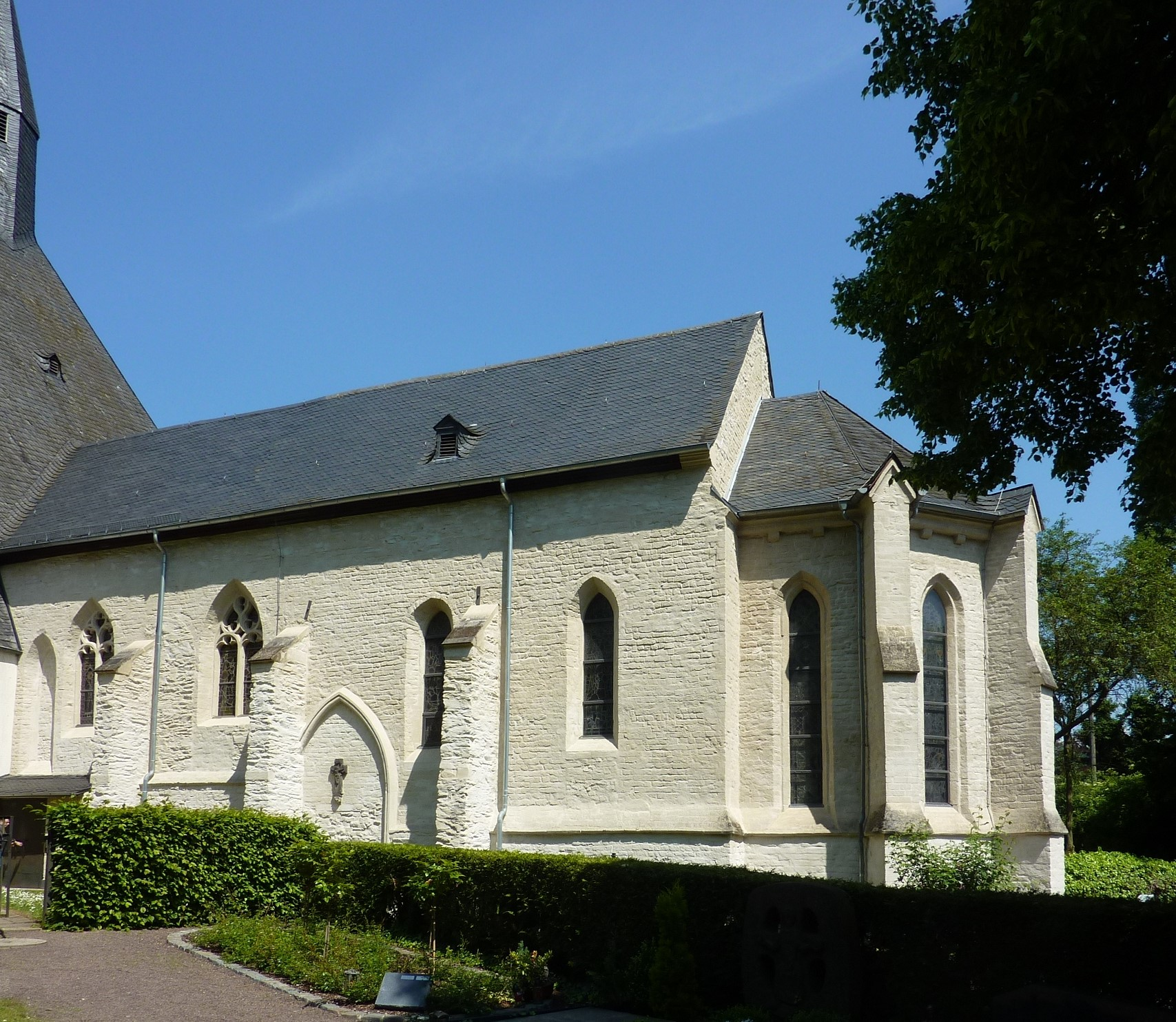
Frühere Klosterkirche St. Bartholomäus in Namedy, frühgotisches Langhaus

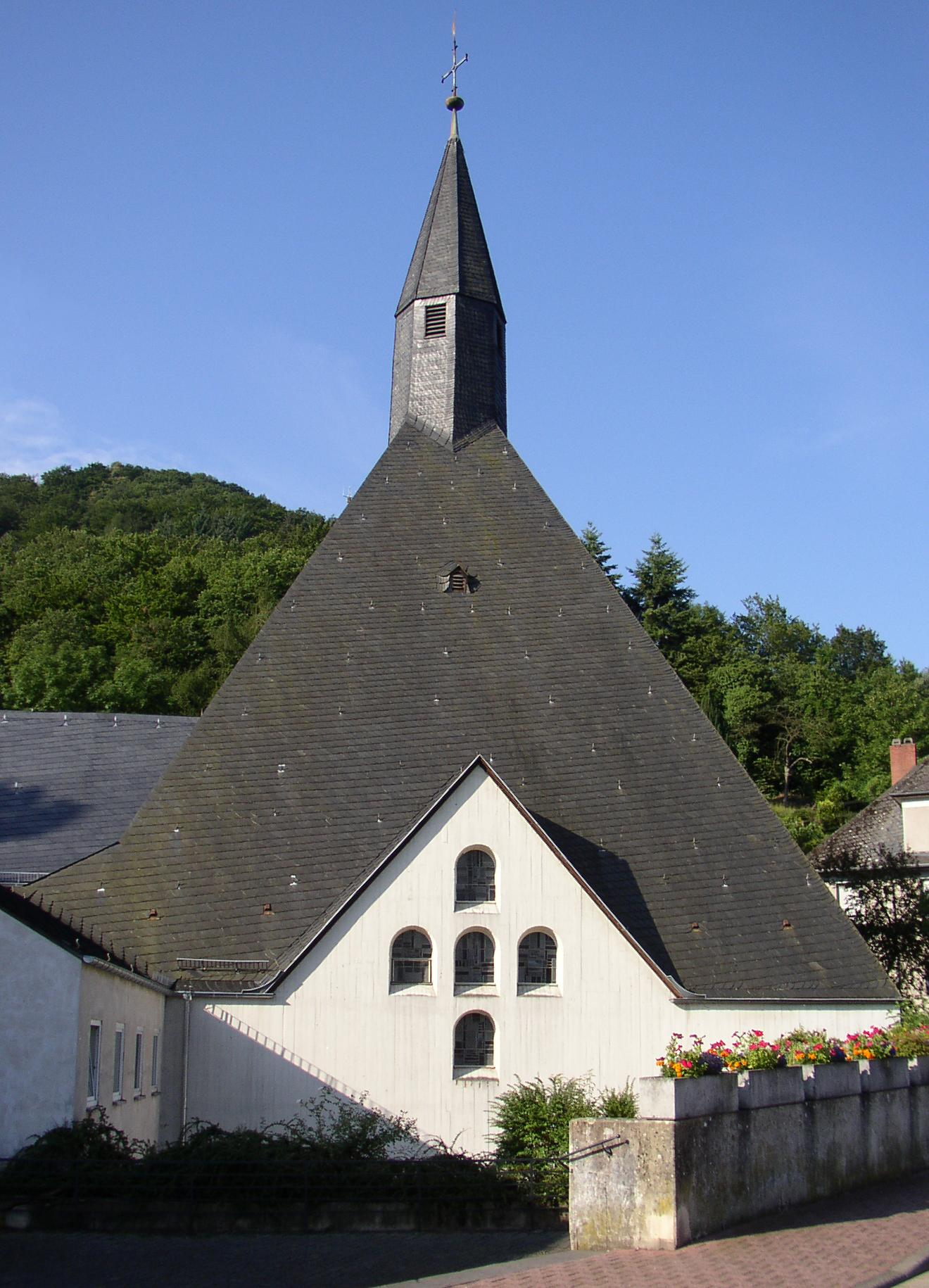
St.-Bartholomäus-Kirche in Namedy, Nordansicht 2007. Der Erweiterungsbau wurde im Jahr 2021 abgerissen

Im 14. Jahrhundert wurde der adlige Niederhof (siehe Burg Namedy) gebaut. Ein Jahrhundert früher wurde 1255 das Zisterzienserinnenkloster „zu Namendelh“ errichtet. Es soll von den Edlen von Summersberg, genannt Romeschutel, die bei Rheinbach ihren Sitz hatten, gestiftet worden sein. Sie waren in Namedy begütert, wir finden noch 1349 einen Dietrich Romeschotel ansässig. Als Äbtissinnen erscheinen: Elisabeth (1270–1288), Hellinburgis 1327, Alveradis 1360, Carissima (1368–1373), Hilla von Mudersbach 1399, 1400, Katharina von Bell 1409, 1414, Gutgin von Esch 1447, Hildegardis Husmann von Namedy (1518–1559). Das Kloster soll von der Familie von Hausmann aber reichlich dotiert worden sein, sie hatten auch ihr Erbbegräbnis in dem Kloster. Das kleine Kloster war und blieb stets arm, selbst das reiche Kloster Himmerod, dem es untergeben, wusste ihm nicht empor zu helfen und dem Untergang vorzubeugen. Auch die Bittgesuche an Kurtrier durch die Söhne des Antonius von Husmann, denn seit 400 Jahren ruhen hier die Gebeine ihrer Vorfahren, konnten das Kloster nicht retten. 1560 musste es wegen der angespannten Wirtschaftslage nach 300-jährigem Bestehen aufgelöst werden, durch den Zerfall glich es schon mehr einer Scheune als einem Gotteshaus. Die letzte Äbtissin Hildegard von Hausmann (von Husmann, 1518–1562), unter ihrem Einfluss entstand das Kreuzgewölbe in der Klosterkirche, stellte bereits nach 1553 keine Novizinnen mehr ein, das Klosterleben kam gegen 1558 zum Erliegen. Zu gleicher Zeit baute ihr Bruder Anton von Hausmann (Huysmann) die Burg aus (s. dort).
Im Jahre 1892 wurden die letzten Überbleibsel des Klosters Namedy beseitigt. Die ehemalige Klosterkirche ist heute Bestandteil der Pfarrkirche St.-Bartholomäus, deren Volumen durch einen modernen Anbau 1972 erweitert wurde. Zu Beginn war sie zunächst der Heiligen Katharina geweiht, erst um 1600, als die Kirche auch Gemeindekirche wurde, kam der Heilige Bartholomäus als Schutzpatron zu Ehren. Der Erweiterungsbau wurde 2021 abgerissen und die alte Klosterkirche in der Folge renoviert und der Kirchenstandort somit verkleinert.

### Die Rheinflößerei
Um 1800 befand sich jahrzehntelang am Namedyer Rheinufer eine wichtige Niederlassung der Rheinflößerei. Hier wurden die rheinabwärts in die Niederlande treibenden Kleinflöße zu Großflößen zusammengestellt. So wird Namedy auch in dem Buch „Das Floß der armen Leute. Gefährliche Rheinfahrt 1791.“ von Günter Sachse erwähnt und die Vorgänge der Floßzusammenstellung am Werth detailliert beschrieben.

### Das Namedyer Werth
In der Preußischen Uraufnahme vom Jahr 1843 sehen wir noch eine Rheininsel mit einer eingezeichneten Mühle an der Inselspitze Richtung Fornich. Im Rahmen der Flussregulierung vom Rhein entstanden in der zweiten Hälfte des 19. Jahrhunderts an der Insel sieben Kribben und ein Damm in Richtung Andernach. Durch die zunehmende Verlandung und Aufschüttungen wird sie zur Halbinsel, es entsteht der „tote Rheinarm“, heute ein Vogelschutzgebiet. In dem Kartenmaterial bis 1980 wird die Halbinsel noch als „Krummenwerth“ bezeichnet.
In den Jahren 1929 bis 1931 fanden auf dem Namedyer Werth Zeltlager, die sogenannten Kinderrepubliken, der Reichsarbeitsgemeinschaft der Kinderfreunde statt. Einer der Betreuer ist der damals noch als Herbert Frahm bekannte, spätere Bundeskanzler, Willy Brandt.

### Regionale Ereignisse
Im Rahmen der Kommunalreform kam Namedy am 7. Juni 1969 als Stadtteil zu Andernach. Vorher war es eine Ortsgemeinde der Verbandsgemeinde Andernach-Land, heute Verbandsgemeinde Pellenz.
Eine Brohler Firma hat 2005 bekanntgegeben, in Namedy Kies abbauen zu wollen, was zu Protesten der Namedyer Bevölkerung führte. Es hatte sich kurze Zeit später eine Bürgerinitiative gebildet, deren vorrangiges Ziel die Verhinderung dieses Vorhabens ist. Die Problematik bei diesem Vorhaben ist, dass sich in der Nähe des Schürfgebietes einige illegale Müllablageplätze befanden, da dort Kies für den Bau der neuen B 9 (Krahnenbergbrücke) gefördert wurde. Des Weiteren befindet sich die geplante Kiesgrube in einem Hochwasserschutzgebiet und es befinden sich dort alte Streuobstwiesen mit einem biologisch wertvollen Pflanzenbestand. Weiterhin würde eine größere Hochwassergefährdung der Anwohner in der unteren Schlossstraße bestehen. Die Stadt Andernach reagierte schnell auf die massiven Proteste und treibt jetzt eine Änderung des Flächennutzungsplans voran, der eine Auskiesung im Stadtteil Miesenheim erwägt.

## Politik

### Ortsbeirat
Namedy ist ein Ortsbezirk der Stadt Andernach. Er wird durch einen Ortsbeirat und einen Ortsvorsteher politisch vertreten. Dem Ortsbeirat gehören neun Ratsmitglieder und der Ortsvorsteher als Vorsitzender an. Bei der Kommunalwahl am 9. Juni 2024 wurden die Beiratsmitglieder in einer personalisierten Verhältniswahl gewählt.
Die Sitzverteilung im Ortsbeirat:
| Wahl | SPD | CDU | FWG | Gesamt  |
| ---- | --- | --- | --- | ------- |
| 2024 | 3   | –   | 6   | 9 Sitze |
| 2019 | 1   | 2   | 6   | 9 Sitze |
| 2014 | 2   | 3   | 4   | 9 Sitze |
| 2009 | 2   | 3   | 4   | 9 Sitze |

- FWG = Freie Wählergruppe Andernach e. V.

### Ortsvorsteher
Timur Külahcioglu (FWG) wurde am 9. Juli 2024 Ortsvorsteher von Namedy. Bei der Direktwahl am 9. Juni 2024 hatte er sich mit einem Stimmenanteil von 62,3 % gegen einen Mitbewerber durchgesetzt.
Külahcioglus Vorgänger Hartmut Dressel (FWG) kandidierte bei der Wahl 2024 nicht erneut als Ortsvorsteher.

### Wappen
Namedy hat ein eigenes Ortsemblem (Wappen), nach heraldisch korrekten Vorgaben gestaltet.
| Wappen von Namedy | Blasonierung: „Geviertelt von Silber und Rot durch ein schwarzes Balkenkreuz, in 1 ein schräglinker blauer Wellenbalken, in 2 eine goldene Kirche in Seitenansicht, in 3 ein symmetrisches goldenes Glevenrad, in 4 eine blaue, links fallende Fontäne, belegt mit einer durchgehenden horizontalen schwarzen Leiste.“ |
| Wappen von Namedy | Wappenbegründung: Der blaue Wellenbalken symbolisiert den Rhein, an dem Namedy liegt, die Kirche steht für die örtliche Pfarrkirche St. Bartholomäus, das goldene Glevenrad weist auf das Wappen der Familie Hausmann hin (geteilt von Silber und Schwarz, belegt mit einem goldenen Glevenrad), die die Namedyer Burg vor ca. 650 Jahren gründete und vor 450 Jahren ausbaute, und die blaue Fontäne – die Leiste symbolisiert die Erdoberfläche – steht für den um 1903 erbohrten Kaltwassergeysir, früher auch Namedyer Sprudel genannt, der mit über 60 Metern der höchste in der ganzen Welt ist. Das schwarze Balkenkreuz bedeutet die ehemalige Zugehörigkeit zu Kurköln, (unter kölnischer Hoheit und geistlicher Beziehung unter Trier). |

## Sehenswürdigkeiten

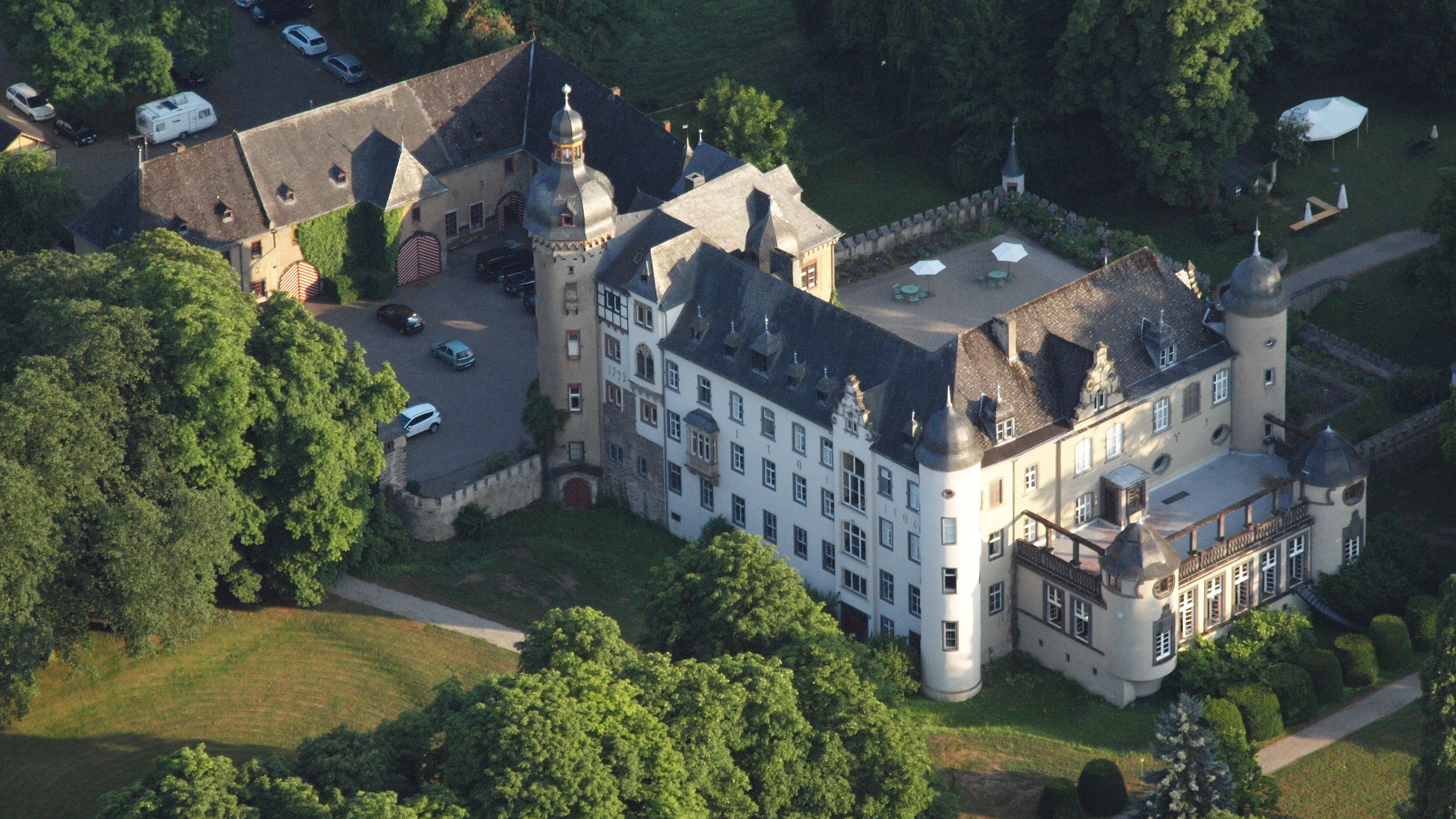
Burg Namedy aus nordöstlicher Richtung gesehen

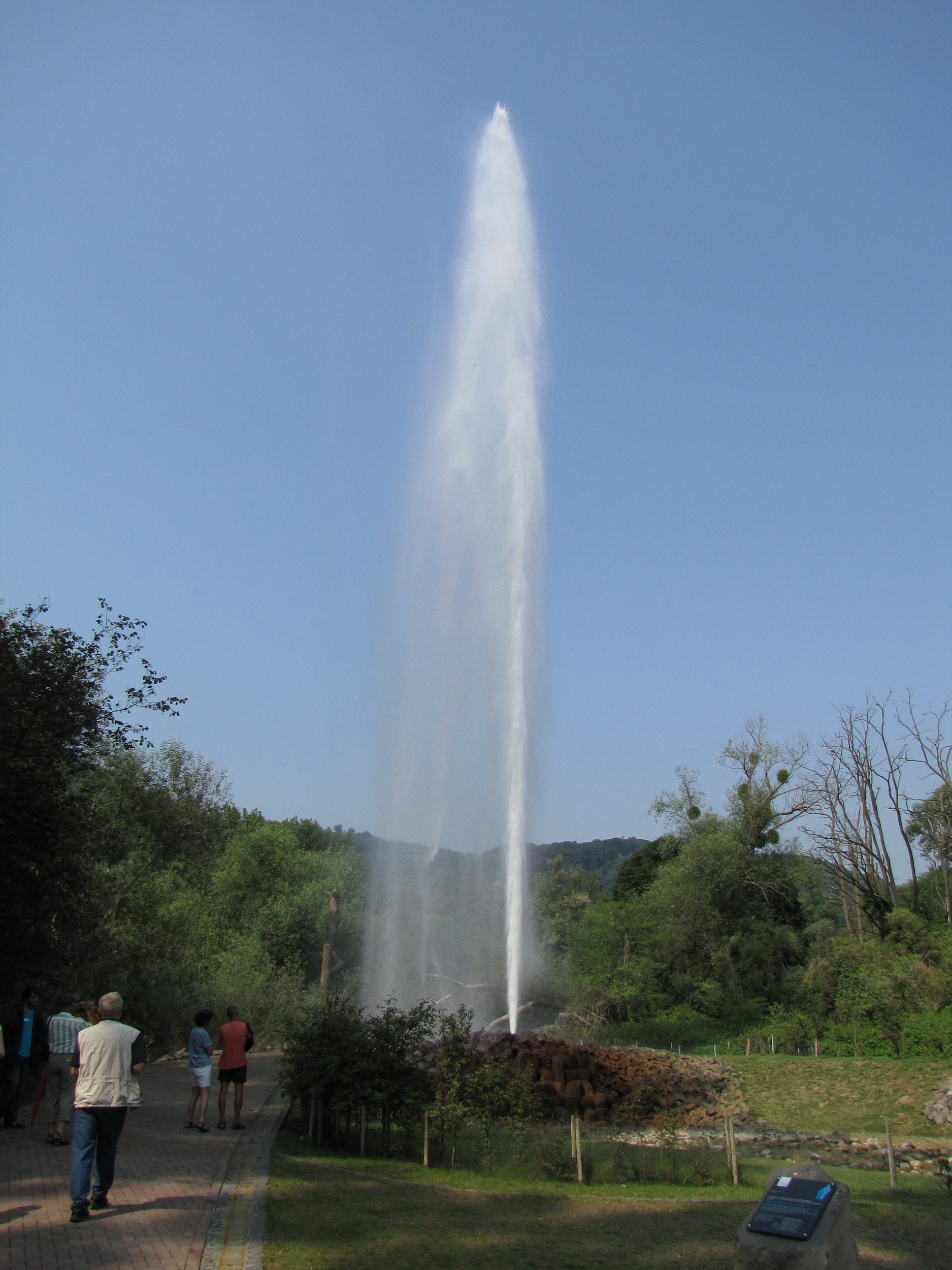
Der Geysir Andernach, der höchste Kaltwassergeysir der Welt

Besonders sehenswert ist das Schloss „Burg Namedy“, heute im Besitz der Rheinischen Linie des Hauses Hohenzollern-Sigmaringen. Die ehemalige Wasserburg ist von einem Park umgeben, in dem regelmäßig Künstlerfeste stattfinden. Die Burg hat einen Rittersaal mit sehenswerter Bibliothek und einen großen Spiegelsaal, der für Konzerte genutzt wird. Vom einstigen Kloster ist heute nur noch die Klosterkirche, die Pfarrkirche St. Bartholomäus, erhalten.
Unter besonderem Schutz steht die frühere Rheinaueninsel Namedyer Werth (seit etwa 1857 Halbinsel im Zuge der Rheinbegradigung), die seit 1985 ein bedeutendes Vogelschutzgebiet ist. Dort um 1903 ein Kaltwassergeysir erbohrt, dessen Kohlensäure und Mineralwasser unter dem Namen „Namedyer Sprudel“ jahrzehntelang abgefüllt wurde. Im Jahre 1957 wurde er bei Straßenbauarbeiten zum Ausbau der Bundesstraße 9 zugeschüttet. Der Namedyer Sprudel, früher Sensation und Wahrzeichen, wurde im Jahr 2003 nach langwierigen Genehmigungsverfahren als Geysir Andernach reaktiviert und springt seit dem 7. Juli 2006 wieder regelmäßig. Mit etwa 60 Metern Höhe ist er der größte Kaltwassergeysir der Welt, der seit November 2008 im Guinness-Buch der Rekorde steht.

## Verkehr

### Schienenverkehr
Namedy ist durch den gleichnamigen Bahnhaltepunkt an die Eisenbahnlinie RB 26 angeschlossen, welche nach dem Rheinland-Pfalz-Takt täglich im Stundentakt zwischen Köln und Mainz verkehrt. Die nächsten Anschlüsse an den Eisenbahnfernverkehr sind Koblenz Hbf, Andernach und Remagen.
| Linie | Verlauf | Takt   |
| ----- | --- | ------ |
| RB 26 | MittelrheinBahn: (Köln/Bonn Flughafen –) (nur im Nachtverkehr) Köln Messe/Deutz – Köln Hbf – Köln West – Köln Süd – Hürth-Kalscheuren – Brühl – Sechtem – Roisdorf – Bonn Hbf – Bonn UN Campus – Bonn-Bad Godesberg – Bonn-Mehlem – Rolandseck – Oberwinter – Remagen – Sinzig (Rhein) – Bad Breisig – Brohl – Namedy – Andernach – Weißenthurm – Mülheim-Kärlich – Koblenz-Lützel – Koblenz Stadtmitte – Koblenz Hbf – Rhens – Spay – Boppard Hbf – Boppard-Bad Salzig – Boppard-Hirzenach – Sankt Goar – Oberwesel – Bacharach – Niederheimbach – Trechtingshausen – Bingen (Rhein) Hbf – Bingen (Rhein) Stadt – Bingen-Gaulsheim – Gau Algesheim – Ingelheim – Heidesheim (Rheinhessen) – Uhlerborn – Budenheim – Mainz-Mombach – Mainz Hbf Stand: Fahrplanwechsel Dezember 2021 | 60 min |

### Straßenverkehr
Der Anschluss in Richtung Köln/Bonn und in Richtung Koblenz besteht über die parallel zum Ort verlaufende Bundesstraße 9.

## Herkunft des Ortsnamens

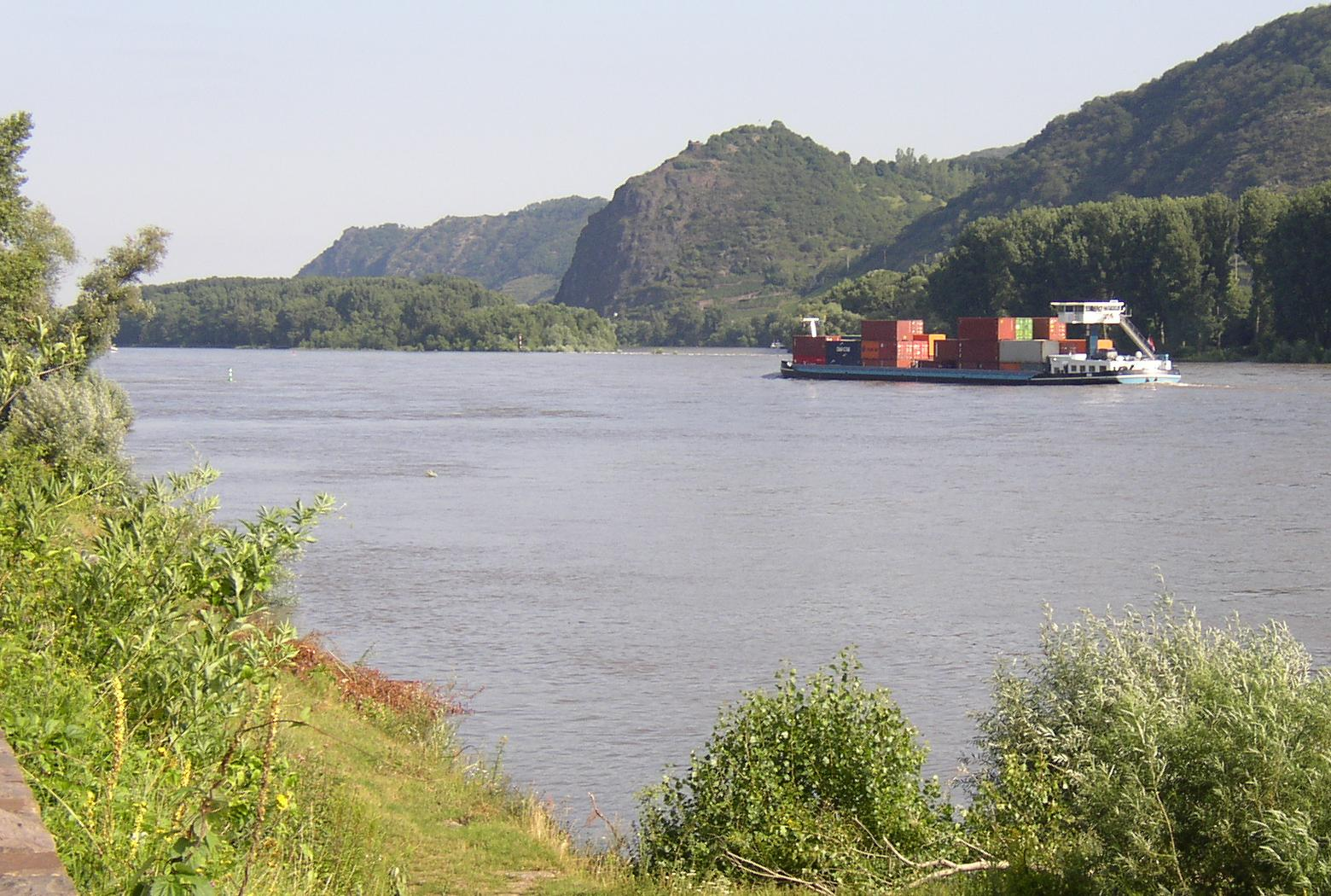
Rhein in Namedy mit Hammersteiner Werth und Ruine Hammerstein

Zur Herkunft und Entwicklung des Namens „Namedy“ gibt es etliche Theorien. Eine der ältesten ist die Ableitung von lat. „Nomen Dei“ aus „IN NOMEN DEI VINCES CONSTANTINE“. Der römische Kaiser Konstantin I. habe diese Worte einer Sage nach als Vision nach Abschluss seines Inspektionsaufenthaltes in Andernach und Namedy gesehen, nachdem ein Bote ihm von Christenverfolgungen und damit Gefährdung seiner Mutter in der römischen Heimat berichtet hatte, in die er umgehend in Rekordeilmärschen aufbrach, um die Gefahr für Christen und Mutter zu bannen. Eine weitere Ableitung ist von altirisch/altkeltisch „nemed“ = kleine Weihekammer (lat. „sacellum“; siehe auch Nemed, dritter irischer Invasor) oder von lat. „nemus, -oris n.“ – der Hain (auch heiliger Hain), Wald wegen einer keltischen Kultstätte. Ein Siegel des Klosters „zu Namende“ von 1367 trägt die Umschrift „SIGILLUM CONVENTUS NAMENDYENSIS“ (Siegel des Namedyer Konvents). Im selben Jahrhundert treten die Namensversionen „Name(n)day“, „Namedich“ und „Namedy“ auf.

## Persönlichkeiten
- Charles Klein (gebürtig Friedrich Carl Klein 1898–1981), Schriftsteller, Drehbuchautor und Regisseur